# 9-й истребительный авиационный корпус ПВО
9-й истребительный авиационный Воронежский корпус ПВО (9-й иак ПВО) — соединение авиации ПВО СССР, принимавшее участие в боевых действиях Великой Отечественной войны, выполнявшее задачи противовоздушной обороны.

## Наименования корпуса
- 9-й истребительный авиационный корпус ПВО;
- 9-й истребительный авиационный Воронежский корпус ПВО.

## История и боевой путь корпуса
Корпус сформирован приказом НКО СССР № 0091 от 5 июня 1943 года на основе управления 101-й истребительной авиационной дивизии ПВО в составе 6-ти истребительных авиационных полков ПВО и одной приданной эскадрильи 36-й истребительной авиационной дивизии ПВО:
- 487-й истребительный авиационный полк ПВО (Щигры);
- 894-й истребительный авиационный полк ПВО (Левая Россошь, Бадеево, Лиски);
- 826-й истребительный авиационный полк ПВО (Дуплятка);
- 586-й истребительный авиационный полк ПВО (Воронеж);
- 910-й истребительный авиационный полк ПВО (Курск, Касторное);
- 907-й истребительный авиационный полк ПВО (Курск);
- отдельная аэ 36-й истребительной авиационной дивизии ПВО (10 самолётов Ла-5, Курск).

Корпус на момент формирования имел 127 самолётов и 91 подготовленный экипаж. в преддверии Курской битвы корпус в начале июня 1943 года отразил несколько массированных налетов вражеской авиации (до 80 − 90 самолётов в группе) на Курск. Всего участвовало 1006 самолётов противника (He-111, Ju-88, Messerschmitt Bf.110). Летчики корпуса выполняли по 4 — 6 вылетов в день, в каждом вылете проводили воздушный бой. вражеская авиация имела трех и четырёхкратное превосходство. В результате отражения налета было сбито 54 самолёта: 16 Dornier Do 215, 12 Junkers Ju 88, 2 Messerschmitt Bf.110, 16 Focke-Wulf Fw 190 Würger и 8 Messerschmitt Bf.109F. Свои потери составил 8 самолётов: 2 Ла-5, 4 Як-7, 2 Як-1 и один Як-1 подбит, ранено 6 летчиков.
Всего в июне 1943 года корпус провел 13 групповых и 15 одиночных воздушных боев, в результате которых было сбито 74 самолёта противника: 16 Dornier Do 215, 14 Junkers Ju 88, 6 Messerschmitt Bf.110, 25 Focke-Wulf Fw 190 Würger и 13 Messerschmitt Bf.109, один из которых посажен на аэродром Курск.
В составе войск Западного фронта ПВО корпус выполнял задачу по прикрытию войск и объектов в границах Воронежского, а затем Курского и Киевского корпусных районов ПВО. Корпус действовал в полосах Центрального, Воронежского и Степного (с 20 октября 1943 года — 2-й Украинский фронт) фронтов.
С июня 1943 года корпус в составе 6-ти полков выполнял задачи по прикрытию Центрального и Воронежского фронтов и железнодорожные узлы Курск, Касторное, Отрожка, Лиски, Поворино, железнодорожные участки Курск — Щигры — Мармыжи, Касторное — Воронеж, Воронеж — Лиски, Поворино — Новохоперск, Таловая — Хреновая, железнодорожные мосты через реки Дон (у Лиски и Семилуки), Тим и Кшень на участке Щигры — Мармыжи.
Корпус принимал участие в операциях и битвах:
- Курская битва — с 5 июля 1943 года по 23 августа 1943 года;
- Битва за Днепр — с 26 августа 1943 года по 23 декабря 1943 года;
- Корсунь-Шевченковская операция — с 24 января 1944 года по 17 февраля 1944 года;
- Ровно-Луцкая операция — с 27 января 1944 года по 11 февраля 1944 года.

С апреля 1944 года корпус выполнял задачу по прикрытию коммуникаций, войск и объектов в полосе 1-го Украинского и 1-го Белорусского фронтов.
На 1 июля 1944 года корпус выполнял задачу по прикрытию коммуникаций, войск и объектов в границах 8-го и 7-го корпусных районов ПВО, прикрывая переправы через Днепр и город Киев. Штаб корпуса базировался в Киеве:
- 39-й гвардейский истребительный авиационный полк ПВО (аэродром Жуляны);
- 146-й гвардейский истребительный авиационный полк ПВО (аэродром Бровары);
- 234-й истребительный авиационный полк ПВО (аэродром Конотоп);
- одна аэ 234-й истребительный авиационный полк ПВО (аэродром Льгов);
- 573-й гвардейский истребительный авиационный полк ПВО (аэродром Бердичев);
- 586-й гвардейский истребительный авиационный полк ПВО (аэродром Скоморохи);
- 894-й истребительный авиационный полк ПВО (аэродром Нежин);
- 1007-й истребительный авиационный полк ПВО (аэродром Конотоп).

В составе действующей армии корпус находился с 5 июня 1943 года 16 августа 1944 года.
9-й истребительный авиационный корпус ПВО 5 февраля 1946 года в связи с переходом на штаты мирного времени переформирован в 120-ю истребительную авиационную дивизию ПВО.

## Командиры корпуса
| Звание                                           | Имя                      | Период                  | Примечание |
| ------------------------------------------------ | ------------------------ | ----------------------- | ---------- |
| Генерал-майор авиации, генерал-лейтенант авиации | Король Степан Георгиевич | 15.06.1943 — 05.02.1946 |            |

## В составе объединений
| Объединение                                                    | Период                  |
| -------------------------------------------------------------- | ----------------------- |
| Западный фронт ПВО Воронежский корпусной район                 | 29.06.1943 — 20.11.1943 |
| Западный фронт ПВО Киевский корпусной район                    | 20.11.1943 — 20.04.1944 |
| Южный фронт ПВО 7-й корпус ПВО                                 | 20.04.1944 — 24.12.1944 |
| Юго-Западный фронт ПВО 7-й корпус ПВО                          | 24.12.1944 — 01.04.1945 |
| Юго-Западный фронт ПВО 88-я дивизия ПВО                        | 01.04.1945 — 01.05.1945 |
| Юго-Западный фронт ПВО 7-й корпус ПВО                          | 01.05.1945 — 01.01.1946 |
| Юго-Западный фронт ПВО 7-й корпус ПВО                          | 01.01.1946 — 24.01.1946 |
| Юго-Западный фронт ПВО 21-я воздушная истребительная армия ПВО | 24.01.1946 — 05.02.1946 |

## Соединения, части и отдельные подразделения корпуса
За весь период своего существования боевой состав претерпевал изменения, в различное время в состав корпуса входили полки:
| Период                        | Части                                                 | Примечание                           |
| ----------------------------- | ----------------------------------------------------- | ------------------------------------ |
| 01.08.1943 г. — 01.09.1943 г. | 39-й гвардейский истребительный авиационный полк ПВО  | убыл в 310-ю иад                     |
| 20.11.1943 г. — 28.02.1946 г. | 39-й гвардейский истребительный авиационный полк ПВО  | убыл в 120-ю иад ПВО                 |
| 09.10.1943 г. — 28.02.1946 г. | 146-й гвардейский истребительный авиационный полк ПВО | убыл в 120-ю иад ПВО                 |
| 09.10.1943 г. — 01.01.1944 г. | 148-й гвардейский истребительный авиационный полк ПВО | убыл в 148-ю иад ПВО                 |
| 22.02.1944 г. — 26.07.1944 г. | 234-й истребительный авиационный полк ПВО             | убыл в 141-ю иад ПВО                 |
| 09.06.1943 г. — 09.10.1943 г. | 487-й истребительный авиационный полк ПВО             | переименован в 146-й гвардейский иап |
| 13.04.1944 г. — 11.02.1946 г. | 573-й истребительный авиационный полк ПВО             | расформирован в 9-м иак ПВО          |
| 09.06.1943 г. — 07.09.1944 г. | 586-й истребительный авиационный полк ПВО             | убыл в 141-ю иад ПВО                 |
| 09.06.1943 г. — 01.02.1944 г. | 826-й истребительный авиационный полк ПВО             | убыл в 36-ю иад ПВО                  |
| 09.06.1943 г. — 01.12.1943 г. | 894-й истребительный авиационный полк ПВО             | убыл в 148-ю иад ПВО                 |
| 29.02.1944 г. — 28.02.1946 г. | 894-й истребительный авиационный полк ПВО             | убыл в 120-ю иад ПВО                 |
| 09.06.1943 г. — 01.01.1944 г. | 907-й истребительный авиационный полк ПВО             | убыл в 148-ю иад ПВО                 |
| 09.06.1943 г. — 09.10.1943 г. | 910-й истребительный авиационный полк ПВО             | переименован в 148-й гвардейский иап |
| 15.10.1943 г. — 15.12.1943 г. | 1006-й истребительный авиационный полк ПВО            | убыл в 125-ю иад ПВО                 |
| 15.10.1943 г. — 15.12.1943 г. | 1007-й истребительный авиационный полк ПВО            | убыл в 148-ю иад ПВО                 |
| 15.02.1944 г. — 07.02.1946 г. | 1007-й истребительный авиационный полк ПВО            | расформирован в 9-м иак ПВО          |
| 05.06.1943 г. — 13.06.1943 г. | отдельная аэ 36-й иад ПВО                             | Ла-5, убыла в состав 36-й иад ПВО    |

## Почетные наименования
9-му истребительному авиационному корпусу ПВО 5 июня 1943 года присвоено почетное наименование «Воронежский».

## Присвоение гвардейских званий
- 487-й истребительный авиационный полк ПВО за образцовое выполнение боевых задач и проявленные при этом мужество и героизм приказом НКО СССР № 299 от 09.10.1943 г. преобразован в 146-й гвардейский истребительный авиационный полк ПВО.
- 910-й истребительный авиационный полк за образцовое выполнение боевых задач и проявленные при этом мужество и героизм приказом НКО СССР № 299 от 09.10.1943 г. преобразован в 148-й гвардейский истребительный авиационный полк ПВО.

## Герои Советского Союза
- Калюжный Павел Павлович, майор, командир эскадрильи 146-го гвардейского истребительного авиационного полка 29 марта 1944 года удостоен звания Герой Советского Союза. Золотая Звезда № 3176.
- Терновой Борис Яковлевич, майор, командир 1007-го истребительного авиационного полка 9-го истребительного авиационного корпуса ПВО Указом Президиума Верховного Совета СССР от 18 августа 1945 года удостоен звания Герой Советского Союза. Золотая Звезда № 8603.

## Итоги боевой деятельности
В период с 1 по 4 июля 1943 года лётчиками корпуса уничтожено 244 самолёта противника, в период оборонительного сражения за Воронеж выполнено 488 вылетов, уничтожено — 10 самолётов